# Origine della Via Lattea (Rubens)
L'origine della Via Lattea è un dipinto a olio su tela (181x244 cm) realizzato tra il 1635 ed il 1638 dal pittore Peter Paul Rubens.
È conservato nel Museo del Prado.
Il  Filippo IV, re di Spagna, commissionò al pittore la decorazione del nuovo padiglione del palazzo, la Torre de la Parada, con una serie di quadri. I soggetti erano tratti per lo più dalle Metamorfosi di Ovidio e dai miti classici: Apollo e Marsia, Cefalo e Procri, Orfeo ed Euridice.
Rubens iniziò solo i bozzetti, e ne dipinse soltanto una quindicina lasciando ai discepoli l'ultimazione degli altri.
Il dipinto raffigura la scena mitologica della creazione della Via Lattea.